# 秦魯國大長公主
秦魯國賢穆明懿大長公主（1059年7月7日—1142年12月2日），是宋仁宗第十皇女，母为昭淑貴妃。

## 生平
秦魯國大長公主生於宋仁宗嘉祐四年（1059年）五月戊午日；嘉祐五年（1060年）受封慶壽公主。
嘉祐八年（1063年），宋仁宗駕崩，由仁宗堂姪宋英宗即位；慶壽公主進封為惠國長公主。治平四年（1067年），宋神宗以她是先朝公主，進封為許國大長公主。之後，她在熙寧九年（1076年）下嫁錢景臻（吴越国末代國王钱俶的曾孫），又先后改號為韓國大長公主、周國大長公主、燕國大長公主。宋徽宗即位後，她以徽宗堂祖姑母的身分，進封為秦魏國大長公主。政和三年（1113年），徽宗改公主為帝姬，於是改封為令德景行大長帝姬。
靖康之变時，大多數後宮女眷及諸皇女皆被金人擄去。由於令德景行大長帝姬年歲已高、又是多朝以前的人物，因此金人並不知道這位公主的存在；她也得以倖存留在汴京，成為靖康之難中少數未被金人擄去的皇族。北宋滅亡後，康王登基為帝、建立南宋，是為宋高宗，而大長帝姬也隨宋室南遷。建炎元年（1127年），高宗恢復公主名號，大長帝姬又被改封為秦魯國大長公主。
宋室南遷以後，公主多次遷徙，最後在紹興三年（1133年）定居台州（今浙江省台州市）。宋高宗以她為先朝尊長，對她相當尊禮，每與公主會面必先請揖。她曾在年節時向高宗提出，希望讓其子錢忱恢復從前在北宋的官職，高宗雖許諾卻表示往後不從。後來公主又要求高宗加封錢忱，高宗不許；高宗又感慨公主雖有三子，但只寵愛親生子錢忱，於是向公主勸說：「大長公主能如此長壽，實在是仁宗積福所致，希望大長公主能效法仁宗，對待子女沒有偏私。」公主應允。
秦魯國大長公主於紹興十二年（1142年）十一月壬寅日薨逝，享壽八十四歲。高宗前往公主私宅親自祭奠，又下詔其子孫加官一等，並訂諡號賢穆，後又加諡明懿，全稱秦魯國賢穆明懿大長公主。